# All'ombra della luna
All'ombra della luna (In the Shadow of the Moon) è un film del 2019 diretto da Jim Mickle. È un thriller fantascientifico.

## Trama
Ci troviamo a Filadelfia, 1988, in una notte in cui avvengono strani fenomeni, tre persone senza nulla in comune - un pianista, il cuoco di una tavola calda e una conducente di autobus - vengono contemporaneamente colpiti da una forza sconosciuta e muoiono a causa di un'emorragia da naso, occhi e orecchie. Nello stesso momento, il giovane poliziotto Thomas Lockhart, dopo aver salutato la moglie incinta, inizia il suo turno di notte insieme al collega Maddox. Arrivato sul luogo dell'incidente causato dall'autobus, inizia a indagare sulle inspiegabili morti della notte, scoprendo che le emorragie hanno causato lo scioglimento del cervello, portando alla morte istantanea delle vittime.  
A capo delle investigazioni c'è l'Ispettore Holt, cognato di Thomas, con cui non ha un rapporto idilliaco. Essendo suo superiore, Holt tenta di frenare l'entusiasmo di Thomas richiamandolo all'ordine, ma sarà proprio quest'ultimo a notare che le tre vittime hanno in comune tre punture sul collo. Sembra inoltre che la tossina iniettata nei corpi delle vittime per provocare l'emorragia sia di origine sconosciuta. 
Successivamente arriva la comunicazione di una quarta vittima - una giovane donna che si trovava in una discoteca - anche lei punta, ma che, a differenza degli altri casi, è ancora in vita. Thomas sentendo la notizia si precipita per primo sul posto. La ragazza, prima di morire in modo atroce come le altre vittime, riesce a dare una descrizione parziale del presunto assassino: una giovane donna afroamericana, con una giacca con cappuccio blu e con la mano sinistra ferita.
Tutta la polizia è dunque sulle tracce di questa misteriosa killer: il caso vuole che siano proprio Lockhart e il suo collega a ritrovarla. Inizia un lungo inseguimento, che si conclude nella metropolitana, dove Thomas rinviene lo strano congegno usato per pungere le vittime. Nello stesso momento la killer, dalla notevole forza, ha un violento scontro con Maddox, a cui spezza una gamba, per poi trovarsi da sola contro il giovane Lockhart. Mentre Thomas la tiene sotto tiro e aspetta l'arrivo dei rinforzi, la donna lo saluta per nome, gli fa gli auguri per la nascita della figlia ma gli esprime dispiacere per la morte di parto della moglie . Approfittando del momento di stupore ed incredulità del poliziotto, la donna ha la meglio su di lui, lo ammanetta a una panchina e gli annuncia che si rivedranno presto. Ma con uno scatto improvviso, Thomas riesce a colpire la donna con il congegno che aveva in tasca: lei perde l'equilibrio e precipita sui binari, venendo travolta da un treno.
Quando viene liberato dai colleghi ed esce in strada Lockhart scopre che sua moglie è stata ricoverata e sta per partorire. Si precipita in ospedale, dove un poliziotto gli comunica che la presunta assassina sembra non avere identità. Aveva con sé solo le chiavi di un aeroplano ed era stata ferita da un'arma d'ordinanza della polizia di Filadelfia, precisamente la sua pistola. Thomas afferma di non aver sparato un colpo e non sa dare risposte a quei misteri anche perché è in apprensione per la moglie in travaglio. Il parto è molto difficile e, anche se l'uomo giunge in tempo per salutare la moglie e regalarle un braccialetto (appena acquistato), lei inizia ad avere un arresto cardiaco dovuto ad un'emorragia interna. Dopo una lunga attesa, nasce la figlia di Thomas: mentre lui e Holt la osservano ammirati e felici, un dottore li informa che la moglie di Thomas è morta a causa di alcune complicazioni.
1997: Thomas è stato promosso a sergente e vive con la figlia Amy. L'uomo non si è più ripreso completamente dalla morte della moglie, mentre l'indagine di nove anni prima è stata archiviata poiché nessuno ha saputo identificare la misteriosa colpevole. Per il nono compleanno di Amy, Thomas le regala un nuovo ciondolo per il suo braccialetto (lo stesso che aveva donato alla madre durante il parto) e le promette di portarla allo zoo. Ma una notizia sconvolge i suoi piani: un uomo è stato ucciso con le stesse modalità dei morti del 1988. La folla è inferocita, specialmente la comunità afroamericana, che accusa la polizia di aver ucciso una sospettata - mai identificata - per pregiudizio razziale. Dal video di una telecamera di sicurezza la polizia nota che, anche in questo caso, si tratta di una killer incappucciata, il che fa pensare a un'emulatrice. Holt, nel frattempo diventato tenente, non pensa che ci sia un collegamento con il vecchio caso del 1988 e consiglia a Thomas di non approfondire l'argomento, ricordandogli che ci sono indagini più importanti da seguire. Mentre Amy passa il giorno del compleanno in commissariato, Thomas riguarda più volte il video della sorveglianza e nota che la donna identificata ha la mano ferita, un particolare che non era mai stato divulgato alla stampa. Inquieto, convince il riluttante Maddox (che ancora zoppica per la gamba rotta) a riesaminare le prove del caso del 1988, giungendo a una scoperta inquietante: le chiavi dell'aeroplano trovati nella tasca dell'assassina nove anni prima corrispondono a un modello di aeroplano uscito di fabbrica nel 1996. Mentre si dirigono all'aeroporto, vengono fermati da Naveen Rao, uno studioso di fisica che sostiene di aver capito perché quegli strani eventi si ripetono con frequenza insolita. Sembra che tutto sia legato alla superluna di quella notte, che aprirebbe un passaggio temporale ogni nove anni. I due poliziotti non gli danno ascolto. Giunti all'aeroporto, Thomas entra da solo e trova un meccanico sotto tiro della stessa donna vista nove anni prima. Lei lo lega e si prepara a salire sull'aereo, ma Lockhart riesce a liberarsi e a chiedere aiuto al collega che aspetta fuori. Maddox irrompe nell'hangar, ma viene ucciso dalla donna con un colpo a bruciapelo. A questo punto, la donna carica Lockhart sull'aereo e gli intima di dimenticarla. Davanti al suo rifiuto, lo scaraventa in acqua, poco distante dalla spiaggia. Il mattino dopo, Lockhart trova i pezzi dell'aereo sulla spiaggia, ma della donna non c'è traccia. A questo punto, si convince che lei provenga dal futuro e espone questa convinzione a Holt, che lo guarda come se fosse pazzo.
2006: Thomas, dopo essere rimasto sconvolto dalla morte dell'amico Maddox, ha lasciato la polizia e ora svolge la professione di detective privato, non ha più una casa e vive nella sua vecchia auto. Oltretutto, si è allontanato sempre più da Amy, ormai adolescente, che di fatto viene cresciuta dallo zio Holt : la ragazza non sembra arrabbiata con il padre e anzi è preoccupata per il suo stile di vita vagabondo. Thomas dice di essere vicino alla fine delle indagini e la rassicura che una volta chiuso quel caso, tutto tornerà come prima. Per il suo diciottesimo compleanno le regala un altro ciondolo da aggiungere al bracciale, sebbene Amy non lo indossi più da tempo. L'avventura di nove anni prima ossessiona Thomas che nel tempo ha continuato in proprio a fare ricerche (per esempio, cerca di ritrovare lo scienziato Naveen Rao, che nel frattempo è sparito). Scopre così che nel 1988 c'era stata anche una quinta vittima, Harold Novak, apparentemente morto per overdose. Thomas profana la sua tomba e scopre che lo scheletro dell'uomo presenta le tre punture sul collo, confermando la sua tesi. Interrogando poi la vedova Novak, scopre che la vittima era un leader di un movimento segregazionista e suprematista bianco, che inviava segretamente i suoi comunicati d'odio (nascosti in libri di storia americana) a una vasta rete di contatti: confrontandoli con le sue ricerche, Thomas nota che tra di essi sono presenti tutte le vittime del 1988. Lockhart chiede un colloquio a Holt, diventato Capitano, per ottenere l'indirizzo di uno dei contatti della lista. Tuttavia, Holt si rifiuta, accusandolo di essere ossessionato da una vecchia vicenda che sta rovinando la sua vita e la stima che gli altri, soprattutto sua figlia, hanno per lui. Lockhart, apparentemente scosso e pentito, chiede supporto psicologico a Holt, abbracciandolo. In realtà, durante l'abbraccio, riesce a sottrargli il distintivo, che poi utilizza per ottenere dalla polizia l'indirizzo desiderato. Una volta giunto sul luogo, Thomas trova una nuova vittima e vede l'assassina dileguarsi. La insegue e le spara a una mano. Dopo un lungo inseguimento, i due arrivano alla spiaggia dove erano già stati nel 1997. L'assassina si infila in un tubo di scarico, e Thomas la segue, vedendola scomparire in una macchina del tempo ad acqua. Prima che la donna sparisca, Thomas le giura che si rivedranno ancora. Uscito dal tubo, viene arrestato dalla polizia e da un Holt furioso.
2015: il misterioso scienziato Naveen Rao conduce degli studi su un marchingegno a isotopi usando i maiali come cavia, provocando la morte delle bestie tramite un'emorragia da naso, occhi e orecchie. Thomas, sempre più ossessionato e deciso a portare a termine la sua missione, si è accampato sulla spiaggia per aspettare l'arrivo della killer. Riceve una telefonata dalla figlia Amy, che ora vive con il suo compagno George e lo informa che sta per avere un figlio. In quel momento, uno scienziato arriva sul posto e rapisce Thomas, sostenendo che è essenziale che quella donna porti a termine la sua missione, poiché sarà cruciale per salvare molte vite in futuro. Thomas riesce a liberarsi e torna sulla spiaggia, giusto in tempo per vedere la donna apparire.
L'ex detective è pronto a ucciderla per cambiare il proprio passato e vivere una vita vera. Tuttavia, la donna gli rivela improvvisamente la verità: lei è sua nipote Rya, cresciuta amorevolmente da lui e addestrata a diventare una donna forte e combattente. Come prova gli esibisce il braccialetto che Thomas aveva regalato alla figlia Amy. Rya si è offerta volontaria per tornare indietro nel tempo (tramite una macchina approntata da Naveen Rao) per assassinare una serie di persone selezionate. Solo uccidendo quelle poche persone si potrà poi evitare una lunga serie di attentati e terribili guerre civili. Quella del 2015 è la sua prima missione, a cui seguiranno a ritroso tutte le altre, inclusa quella del 1988, in cui la donna troverà la morte proprio per mano di Lockhart; l'unico modo per scongiurare quel destino è che Lockhart le lasci continuare la missione.
Finalmente in pace, Thomas Lockhart si reca in ospedale, dove sua figlia sta per partorire, assistita dal suo compagno. Qui riesce a fare pace con la figlia e con Holt, ormai in pensione, e abbraccia per la prima volta la nipote appena nata.

## Promozione
Il primo trailer ufficiale del film viene distribuito il 16 settembre 2019.

## Distribuzione
La pellicola è stata presentata al Fantastic Fest di Austin il 21 settembre 2019, e distribuita su Netflix a partire dal 27 settembre dello stesso anno.